# Économie de la Manche
La Manche est le premier département agricole français, principalement dans le domaine de l'élevage (bovin, ovin, équin) et de la culture de fruits (pommes) et légumes (carottes, poireaux, choux fleurs).
La mer concentre également une partie des activités économiques, à travers l'aquaculture et le port de Cherbourg-Octeville (pêche, plaisance, trafic transmanche, commerce, militaire, construction navale).
Depuis cinquante ans, l'industrie nucléaire concentre l'emploi dans le Nord-Cotentin autour de trois établissements, appartenant à de grandes entreprises parapubliques : la centrale nucléaire de Flamanville d'EDF, l'établissement de Cherbourg de DCNS et l'usine de retraitement de la Hague d'Orano.
L'économie manchoise repose enfin sur le tourisme, essentiellement balnéaire et saisonnier.

## Données générales
Les données générales sont de 2006
- Population totale : 481 471 habitants (1999)
- Population active : 208 240 habitants (1999)
- Revenu moyen par ménage : 13 593,40 €/an (2004)
- PIB : 9 591 000 000 €
- PIB / hab : 19 852 €
- Nombre de demandeurs d'emploi : 18 201 (au 31/12/2004)
- Taux de chômage : 7,9 % (09/2006)

## Agriculture et pêche

### Agriculture

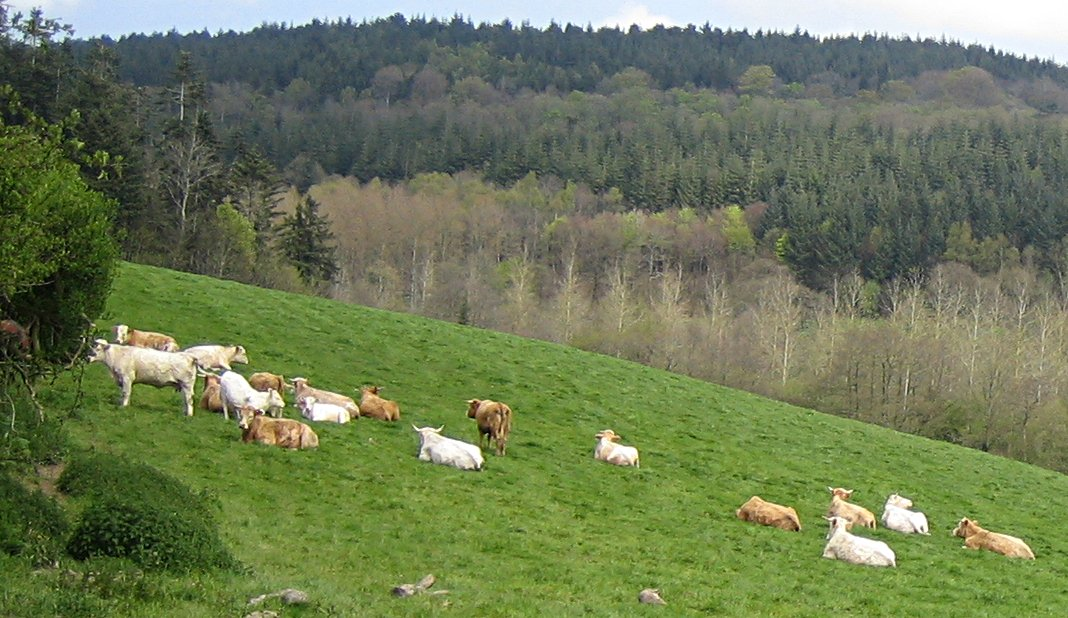
Vaches dans les prés du Val de Saire

La Manche fait partie des premiers départements agricoles français, voire le premier en termes d'exploitations agricoles (6 900 exploitations professionnelles et 15 009 exploitations totales en 2003). Si ce nombre tend cependant à diminuer rapidement puisque près de 3 000 ont disparu entre 2000 et fin 2003, l'agriculture représente encore plus de 9 % des emplois (salariés ou non).
La Manche est le berceau de la race normande, animal dit mixte car possédant de bonnes qualités laitières en même temps qu'une conformation bouchère. Si elle ne représente que 43 % des effectifs de vaches laitières, contre 55 % pour les Prim'Holstein, ses qualités mixtes lui ont fait retrouvé ces dernières années, depuis la mise en place des quotas laitiers, les faveurs des éleveurs. Pour autant, la Manche n'a développé une spécialisation laitière que tardivement. Sous l'Ancien Régime, la culture des céréales domine dans le Cotentin, et les bœufs sont affectés au trait, même si l'élevage bovin à visée laitière et bouchère s'installe dans les campagnes de Sainte-Mère-Église et d'Isigny (Calvados), à partir du XVIIe siècle. Avec la mutation des techniques agricoles et le déploiement des techniques de transports au cours du XIXe siècle, l'exportation du beurre d'Isigny engendre une croissance de la demande. La Manche se spécialise alors dans l'industrie laitière, consacrant les champs à la prairie, puis en regroupant les producteurs au sein de coopératives au début du XXe siècle (voir Les Maîtres laitiers du Cotentin. Eugène Bretel symbolise localement cette période de l'industrie laitière florissante.
Aujourd'hui, avec le plus gros cheptel bovin français (745 600 têtes dont 254 000 vaches allaitantes), la production laitière y est dominante (75 % de l'activité agricole professionnelle manchoise), faisant de la Manche le deuxième département laitier de France (5 719 producteurs laitiers en 2004 et 13,5 milliards d'hectolitres produits par an (13,57 milliards hl en 2004, 13,48 milliards d'hl en 2004), au sein du premier bassin laitier européen (Normandie - Bretagne - Pays de la Loire). La production de viande bovine y est donc également bien présente, avec des veaux et des taurillons, élevage spécialisé ou en complément de la production laitière.
La zone de marais qui sépare la presqu'île du Cotentin du reste du département est essentiellement vouée à l'élevage bovin. Le centre et le sud de la Manche sont des zones bocagères, avec un maillage dense de haies. Sur les herbus  de la baie du Mont-Saint-Michel, mais également des sept havres de la Manche, paissent les fameux moutons de pré salé. Mais malgré trois races ovines locales (l'Avranchin, le Cotentin et le Roussin de la Hague), le cheptel est restreint (50 600 têtes en 2003), souvent complément d'un élevage bovin réduit par la mise en place des quotas européens. On trouve également un élevage de porc important, particulièrement dans le Sud-Manche (370 500 têtes, la moitié de la production normande). Le Manche est enfin le premier département pour le cheval, avec 22 000 bêtes, et une race assine, l'âne du Cotentin. L'élevage de chevaux de course, trot et galop, fait partie intégrante de la culture manchoise, avec de nombreux centres équestres, le haras national de Saint-Lô, et le Centre de promotion de l'élevage, autour des deux races équines locales, le cob normand et le selle français, ainsi que le développement d'une industrie spécifique (fabrication de vans, aliments pour chevaux, sellerie…).

### Culture maraîchère
Tout comme le climat océanique favorise le lait, la production de légumes est également importante dans le département, occupant 640 exploitations. Trois terroirs se distinguent :
- le Val de Saire, occupant le quart nord-est de la péninsule du Cotentin, est un vaste triangle entre Cherbourg, Barfleur et Réville qui produit poireaux, carottes, choux de toutes sortes, salades, mâches, radis, persil…
- la côte ouest, bandeau littoral depuis Portbail jusqu'à Carolles, où carottes et poireaux sont majoritaires (dont la fameuse carotte des sables de Créances) ;
- la baie du Mont-Saint-Michel, où les producteurs de légumes se sont implantés sur les polders de la baie avec la même diversité de cultures que dans le Val de Saire.

La production de navets en dérobé, c'est-à-dire entre deux cultures principales (blé, maïs…) est également une des caractéristiques de la Manche. La Manche est ainsi le premier producteur français de carottes et le second producteur de poireaux.

### Pêche et culture marine
Avec plusieurs ports en activité (Cherbourg et Granville sont les deux premiers ports de pêche bas-normands), la Manche est également une terre de marins. Granville a été un grand port de départ pour la pêche à la morue à Terre-Neuve.
Dans les criées de Cherbourg et Granville, on trouve des crustacés (homard, étrille, tourteau, araignée…), des céphalopodes (seiche et encornet) et des poissons (dorade grise, raie, roussette, sole, lieu, bar, rouget barbet, rouget grondin, tacaud, cabillaud et Saint-Pierre).
La longue zone littorale accueille enfin une grosse activité conchylicole :
- la mytiliculture avec les moules de bouchot (Mont-Saint-Michel) et moules de pêche (Barfleur). Les moules de bouchot de la baie du Mont-Saint-Michel sont devenues en 2006 le premier produit de la mer à obtenir une Appellation d'origine contrôlée (AOC) (pour le moment limitée aux zones bretonnes de culture).
- l'ostréïculture, avec trois terroirs particuliers : l'huître de pleine mer de Blainville-sur-Mer, sur la côte ouest du Cotentin, entre Granville à Portbail ; l'huître de Saint-Vaast-la-Hougue, le plus ancien bassin ostréicole de la région ; et l’huître spéciale d'Isigny, dans la  Baie des Veys. Les eaux de la Manche fournissent également une grande partie des huîtres qui sont affinées dans le bassin de Marennes-Oléron.
- la pêche à la coquille Saint-Jacques (la Normandie, première région de pêche, a obtenu le Label Rouge coquille Saint-Jacques de Normandie en 2002)
- la praire et le bulot (Granville), la palourde (Chausey) ;
- des nouvelles cultures, comme sources de diversification, avec l'ormeau (Gouville-sur-Mer), l'oursin, la fissurelle…

De plus, l'entreprise SAS-GMG (ex-Saumon de France) élève des saumons à l’intérieur de la rade de Cherbourg.

### Terroirs
La Manche dispose de plusieurs appellations d'origine contrôlée (AOC)
- le camembert de Normandie
- le pont-l'évêque
- le calvados
- le pommeau de Normandie
- calvados domfrontais

L'Indication géographique protégée (IGP) s'applique également aux produits suivants :
- Porc
- Volaille
- Cidre
- Poireaux de Créances
- Volaille de Janzé
- Volaille de Bretagne

## Industrie

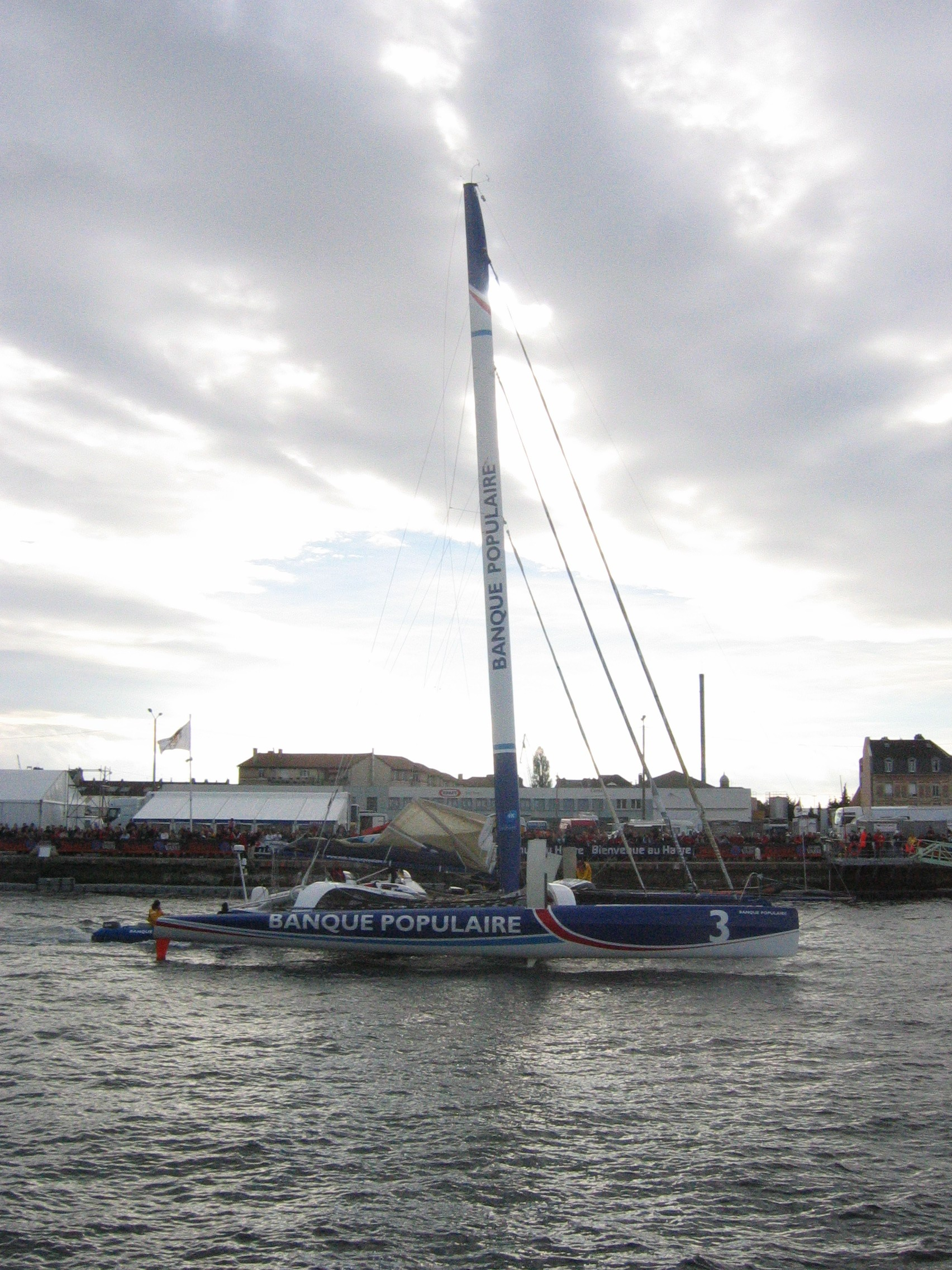
Multicoque Banque Populaire, construit par les chantiers JMV de Cherbourg-Octeville.

L'industrie n'est pas un secteur traditionnel de la Manche. Ce secteur est surtout composé de petites entreprises, avec quelques spécialisations traditionnelles comme l'agroalimentaire (liée à la forte activité agricole et maraîchère) et la construction navale (essentiellement à Cherbourg). Ces deux filières concentrent à elles seules un tiers de l'emploi industriel du département. Les effectifs manchois du secteur secondaire sont plutôt stables.
Le tissu industriel est assez diversifié, ce qui limite les risques de crise sectorielle importante. Mais le taux de concentration diffère beaucoup entre les bassins d'emploi. Ainsi, le Nord-Cotentin a développé une industrie étatique. Depuis le port militaire et de l'arsenal, décidés par Louis XVI et Napoléon Ier, jusqu'aux trois industries nucléaires (DCN, Areva, EDF-Flamanville), fruits de la politique d'indépendance gaullienne, les emplois ont toujours été marqués par les décisions de Paris. L'économie vit donc de grands moments d'expansion, comme dans les années 1970-1980, avec l'ouverture et l'agrandissement de l'usine Cogéma et la construction des deux réacteurs de Flamanville, et des graves moments de récession, comme à partir du milieu des années 1990 avec la baisse d'activité à DCNS et la fin de contrats à long terme par la Cogéma.
À l'opposé, le Sud-Manche, moins favorisé par l'état, a su construire un tissu de petits entrepreneurs, plus souples face aux crises qu'a vécues la région cherbourgeoise lors du désengagement des commandes publiques nationales et internationales de l'armement et du nucléaire civil. On trouve dans le Sud-Manche des secteurs en croissance comme l’agroalimentaire (Elvir à Condé-sur-Vire, les abattoirs Socopa de Coutances, AIM à Sainte-Cécile, Cuisimer à Carentan), l’automobile (les carrossiers Lecapitaine à Saint-Lô, Jean Chereau à Val-Saint-Père et à Ducey, l’équipementier Donaldson à Domjean), la confection haut de gamme (Tricots Saint-James, Louis-Vuitton à Juilley), le carton (Otor à Saint-Amand, MMP Premium à Saint-Hilaire-du-Harcouët).

### L'industrie agro-alimentaire
Le département tire de l'agriculture et de la pêche une industrie de transformation forte, autour des produits laitiers (Lactalis, Bongrain, Elvir, Maîtres Laitiers du Cotentin…), de la viande (Socopa, AIM), des fruits et légumes (Soleco), et des produits de la mer (Cuisimer et Nutrimer).

### Le textile
Quelques villes disposaient de manufactures, comme à Cherbourg (toiles et draps) ou Villedieu-les-Poêles (dentelles). Cette industrie de petites mains a rapidement disparu au début du XIXe siècle.
Aujourd'hui, à travers les tricots Saint-James et les ateliers Louis Vuitton (installés en 2001 à Juilley pour la maroquinerie de luxe), le Sud-manche vise le secteur du luxe.

### Industrie automobile
Si, contrairement au Calvados, la Manche n'accueille pas de constructeurs automobiles nationaux, plusieurs carrossiers du département sont des spécialistes reconnus des véhicules industriels et remorques, à l'image de Chéreau et Lecapitaine.

### Construction navale
Cherbourg a développé au XXe siècle un important secteur de construction navale, autant militaire (avec l'arsenal, devenu Naval Group) que civile (Constructions mécaniques de Normandie, JMV, Allures Yachting, Ajilon engineering…). Mais cette activité a subi fortement la crise de ces dernières années. On trouve également dans la Manche d'autres chantiers navals ou entreprises spécialisées dans le nautisme, comme le Chantier naval Bernard et Facnor à Saint-Vaast-la-Hougue, Cherbourg Voiles, Mécanorem à Valognes, Stabmast à Avranches et James ébéniste à Saint-Laurent-de-Cuves.

### Industrie nucléaire

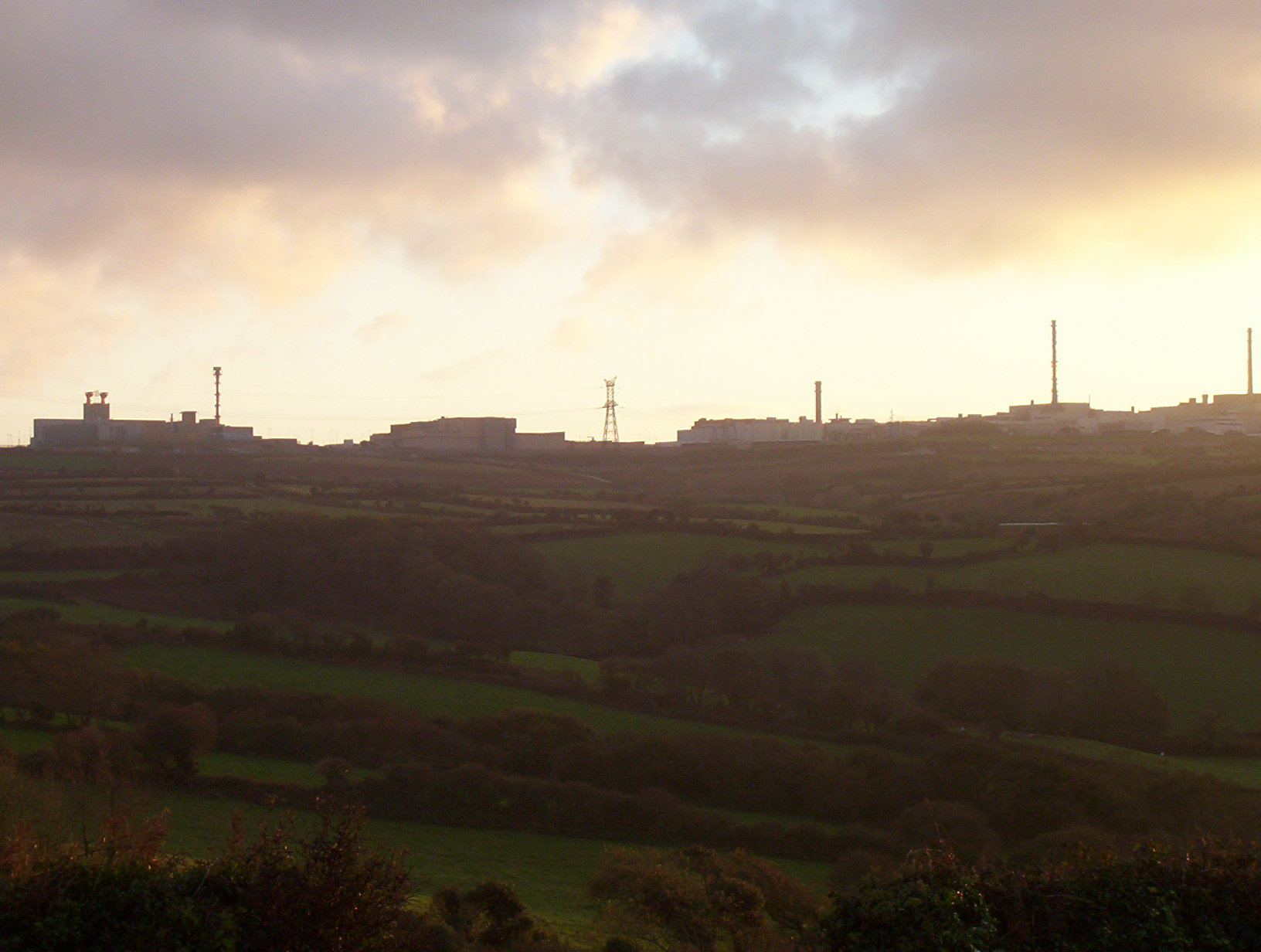
Usine de retraitement de La Hague

La deuxième moitié du XXe siècle a vu la Manche se spécialiser dans la filière de l'énergie nucléaire, d'abord avec l'arsenal de Cherbourg (aujourd'hui DCNS Cherbourg), qui depuis 1964 produit des sous-marins à propulsion nucléaire, puis l'usine de retraitement de la Hague d'Areva NC ouverte en 1966, le centre de stockage des déchets nucléaires de l'ANDRA créé en 1969, et la centrale EDF de Flamanville mise en service en 1986, et qui devrait accueillir dans quelques années l'EPR.
Cette quasi-monoindustrie locale implique une dépendance du Nord-Cotentin à trois établissements et aux décisions de l'État, et induit une fragilité du tissu économique, notamment à travers les sous-traitants. Ainsi, le milieu des années 1990 a vu une baisse d'un tiers de l'activité de la Cogéma et une réduction drastique des effectifs de la DCN qui a marqué profondément l'emploi du bassin de Cherbourg. La dépendance locale au nucléaire est accentué par la politique de COGEMA/Areva de possession de ses sous-traitants, comme Mecachimie, les transports Lemaréchal…
Tirant profit de cette spécialisation de travail en milieu hostile (nucléaire) ou contrôlé (agroalimentaire), un pôle « maîtrise d’ambiance » a été mis en place autour de l'EMA (Ensembliers maîtrise d’ambiance), la Technopole de Cherbourg, le CRITT BNC, des bureaux d’études…

## Services

### Infrastructures

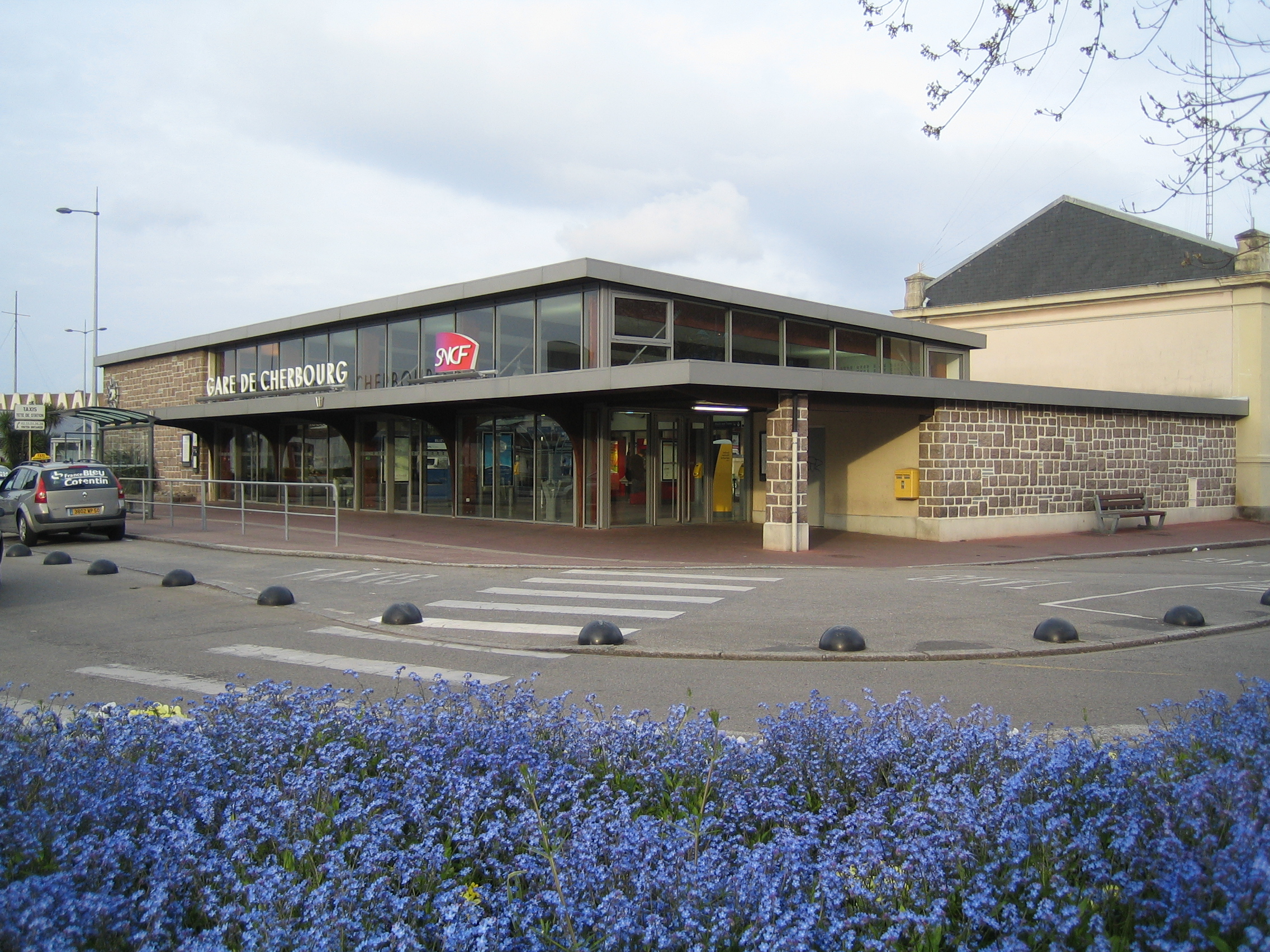
Gare de Cherbourg.

Transports dans la Manche.

Le département étant une presqu'île, il souffre d'enclavement.
La création de la ligne Cherbourg-Caen-Paris, en 1858, ainsi que le développement du port de Cherbourg, ont favorisé l'essor du commerce des produits agroalimentaires (beurres, crèmes, viandes). Mais cette ligne, où fut lancé le turbotrain, n'a été électrifiée qu'au milieu des années 1990, tandis que la ligne Lison-Pontorson ne l'est pas encore entièrement. Une troisième ligne ferroviaire dessert Granville depuis Paris, et l'Orne.
Depuis plusieurs années, les plans de désenclavement sont mis en place. La mise aux normes autoroutières de la 2x2 voies RN 13 (future A13) est en cours et la 2x2 voies (RN 174) qui relie la RN 13 à l'A 84 (l'autoroute des Estuaires (A84) de Caen à Rennes par le Sud-Manche) devait être terminée en 2010.
Le département dispose de deux ports de commerce, à Cherbourg et Granville. Cherbourg propose un trafic transmanche passager vers Poole, Portsmouth, Southampton, Rosslare desservis par Brittany Ferries et Irish Ferries. Granville dessert les îles anglo-normandes et l'archipel de Chausey.
Cherbourg et Granville disposent également de leurs aéroports desservant l'Angleterre, les îles et Paris, ainsi que quelques destinations touristiques occasionnellement.
Le Conseil général, via le syndicat mixte Manche numérique, a également lancé un programme de construction d'un réseau haut débit sur l'ensemble du territoire.

### Commerce
Le commerce de détail reste dominant face à la grande distribution. L'habitat dispersé favorise un commerce dense.
Le commerce de gros est aussi important, porté par les ventes de l'industrie agroalimentaire.

### Tourisme

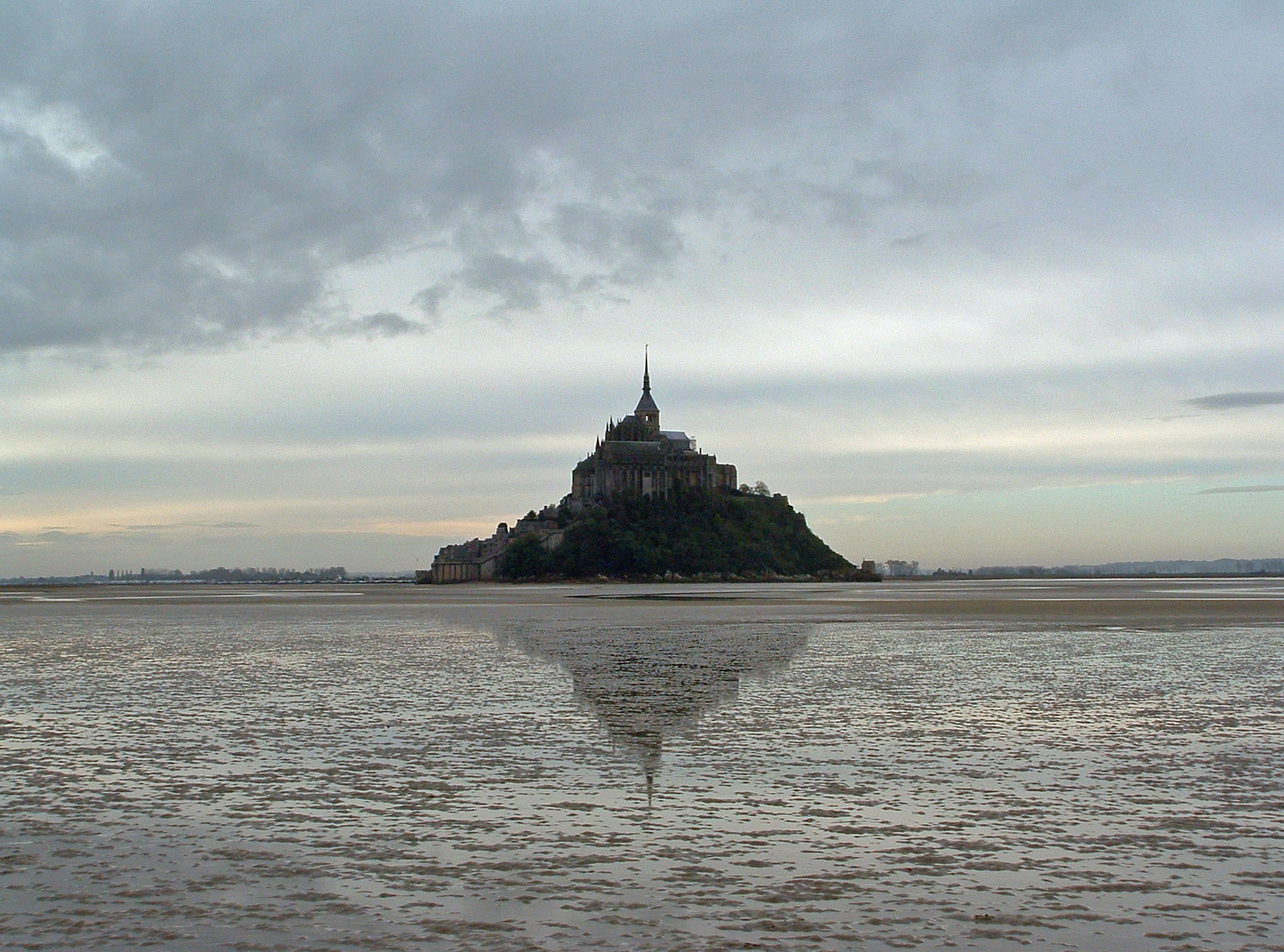
Le Mont Saint-Michel à marée basse

Le poids du tourisme, avec un chiffre d'affaires en 2005 à 475 millions d'Euros et 9 300 emplois concernés (dont 40,9 % sont majoritairement liés au tourisme), est important dans la Manche, même s'il est encore sous-développé, essentiellement de passage et non de séjour.
Les attraits sont multiples, qu’il s’agisse du patrimoine naturel (stations balnéaires, Parc naturel régional des Marais du Cotentin et du Bessin, sentiers des douaniers), culturel (Mont Saint-Michel — 2 millions de visiteurs par an —, la Cité de la Mer, mais aussi des festivals comme Jazz sous les pommiers, les Traversées Tatihou et Chauffer dans la noirceur) ou historique (Utah Beach et autres lieux de souvenir de la bataille de Normandie, abbaye de La Lucerne...).  Granville est aussi un centre de thalassothérapie.
La Manche est le premier département en offre de gîtes ruraux, et accueille beaucoup de résidences secondaires (70 % de l'offre d'hébergement de la Manche).

## Principales entreprises
La Manche compte quelques fleurons industriels sur son sol dont Acome (câblerie), Chéreau (carrosserie frigorifique), Facnor (équipement naval), Maisonneuve (citernes inox), Précimarbre (marbrerie), Soleco (primeurs), Stelmi (bouchons pour l'industrie pharmaceutique), Tricots Saint-James (textiles)…

### Compagnie laitière européenne
La Compagnie laitière européenne (Cœur de Lion) et sa filiale Elvir (produits Elle & Vire), installées à Condé-sur-Vire, sont les deux plus grosses entreprises du département (chiffre d'affaires en 2005). La CLE a repris les activités de l'Union laitière normande, à la suite de son acquisition par Bongrain.

### Les Maîtres laitiers du Cotentin
Cette coopérative produit sur ses sites de Sottevast, Valognes et Tribehou, les produits Valco (lait frais, trappe de Bricquebec…), Maîtres Laitiers, Montebourg, Val de Saire (beurre) et Isigny AOC (beurre et créme).
Spécialisée dans l'ultra-frais, elle produit 100 000 tonnes de produits laitiers (fromage frais, petits suisses…), grâce aux 300 000 000 litres de lait[réf. nécessaire] provenant de 1 000 exploitations agricoles, ce qui représente environ 15 % du marché national. Elle travaille avec les supermarchés et hypermarchés (à 70 %, surtout sous marques distributeur) et la restauration collective (30 %). Elle possède également une holding, France-Frais, regroupant une quarantaine d'entreprises de distribution à travers la France. Dirigé par Jean-François Fortin, l'ensemble du groupe pèse 1,7 milliardd'euros et emploie  2 000 salariés.
La société prend sa source dans les premières coopératives laitières qui apparaissent dans la Manche au début du XXe siècle, à Gréville, Benoîtville et Tocqueville (1905), puis à Barneville, Valognes, Montebourg et Quettehou en 1930. Avec la mise en place de la Politique agricole commune, ces coopératives se regroupent peu à peu au sein de l'UCALMA (créée en 1962) devenue Maîtres laitiers du Cotentin en 1985.

### Soleco
Acronyme de Société légumière du Cotentin, l'usine de conditionnement de salades et légumes frais prêts à l'emploi (IVe gamme) a été créée à Lessay en 1985. Créatrice des marques Florette et Manon, elle est détenue par la coopérative agricole Agrial, qui a par la suite essaimé en créant deux autres usines à L'Isle-sur-la-Sorgue (Vaucluse) et Cambrai (Nord).

### Chéreau
Fondée en France en 1950 par Jean Chéreau, l'entreprise Jean Chéreau SAS s'est développée sur quatre sites à Avranches, puis à Ducey à partir de 1980. Spécialisée dans la réalisation de véhicules destinés au transport sous température dirigée, elle acquiert une réputation solide, basée sur la « compétence de ses salariés » et « une gestion de production exemplaire », intégrant chaque étape, depuis la conception des véhicules à leur réalisation. En 2003, en raison d'une mauvaise gestion après la reprise de la société en 1999 par Jean-Luc Chéreau, fils du fondateur, les comptes accusent un lourd passif. L'entreprise dépose le bilan en février 2003 et est rachetée par le groupe allemand Kögel. Premier constructeur français pour carrosserie isotherme haut de gamme, détenant la moitié du marché national en 2002 avec 3 400 semi-remorques par an, elle réduit ses effectifs d'une centaine de salariés et sa production à 2 500 véhicules par an, mais est en 2005 premier constructeur européen de véhicules frigorifiques.

### Les Tricots Saint-James
Cette entreprise créée en 1889 est située à Saint-James, proche du Mont Saint-Michel. Sa notoriété s'est forgée sur un vêtement culte, « le vrai pull marin breton tricoté en pure laine vierge », destiné à l'origine aux marins pêcheurs, puis adopté par les grands navigateurs et les plaisanciers. L'entreprise compte à ce jour un effectif de 320 collaborateurs. Ses collections s'exportent dans les plus grandes villes de l'hexagone, ainsi qu'à l'international, aussi bien en Europe, qu'aux États-Unis (boutique à New York), au Canada ou encore au Japon (boutiques à Tokyo, Osaka, Oita, Fukuoka, Yokohama)...

### Lecapitaine
Créé en 1936 pour la construction de charriot, Lecapitaine évolue rapidement après la Seconde Guerre mondiale dans les camions équipés de caisses isothermes, pour accompagner les besoins de l'industrie agroalimentaire normande en développement. La société s'appuie sur ces clients locaux pour investir le marché du froid et de la conservation, et évolue avec les normes sanitaires du secteur et vers le surmesure.
Depuis 2000, elle est la filiale du groupe Petit Forestier en 2000, et occupe une place prépondérante sur les marchés français et européen du camion frigorifique, exportant un tiers de sa production. Installé depuis 2004 sur 18 000 m2, l'entreprise et sa production annuelle de plus de 2 500 carrosseries frigorifiques, en font un des gros employeurs de la préfecture manchoise.

### Acome
Société créée en 1932, sous forme coopérative (SCOP), Acome (Association coopérative d'ouvriers en matériel électrique) est devenue l'un des plus gros employeurs du département (1 200  salariés). Basée à Mortain, elle est spécialisée dans la fibre optique. En juin 2006, l'entreprise a mis en place un centre d'expertise du très haut débit, sur 10 500 m2.